# شوچانگ
شوچانگ (به لاتین: Xuchang) یک شهر مرکزی در جمهوری خلق چین است که در استان هنان واقع شده‌است.

## خصوصیات
شوچانگ ۴٬۹۷۸٫۳۶ کیلومترمربع مساحت و ۴٬۳۰۷٬۴۸۸ نفر جمعیت دارد و ۷۱ متر بالاتر از سطح دریا واقع شده‌است.